# Wadia Sabra
 (août 2024).
 (décembre 2011).
Si vous disposez d'ouvrages ou d'articles de référence ou si vous connaissez des sites web de qualité traitant du thème abordé ici, merci de compléter l'article en donnant les références utiles à sa vérifiabilité et en les liant à la section « Notes et références ».
Wadia Sabra (en arabe : وديع صبرا Wadī' Ṣabrā), né le 23 février 1876 à Beyrouth et mort le 11 avril 1952 dans la même ville, était un compositeur libanais et fondateur du Conservatoire libanais national supérieur de musique en 1925. 
Il est considéré comme l'un des pères fondateurs de la musique savante libanaise. En tant que compositeur, sa musique se caractérise par un mélange de langage musical d'Ouest et d'Est, intégrant les forces et les charmes de ces deux traditions. Il est resté célèbre pour avoir composé l'hymne national libanais, populairement connu sous le titre de Kulluna lil Watan (paroles de Rachid Nakhlé), qui a été officiellement adopté par le gouvernement libanais par décret présidentiel le 12 juillet 1927.  

## Biographie
Après avoir étudié à l'université américaine de Beyrouth, Wadia Sabra part pour Paris en 1892. Il y sera, pendant sept ans, sous l'égide du musicologue Albert Lavignac, un brillant élève du Conservatoire de Paris, avant de s'installer comme titulaire au banc d'orgue de l'église évangélique du Saint-Esprit. Il retourne ensuite à Beyrouth, où il fonde, en 1910, la première École de Musique (Dar ul Musical). Bien qu'attaché à l'étude des disciplines occidentales, Wadia Sabra s'est fait, lors de son premier séjour parisien, le précurseur d'un nouveau style en matière de musique orientale, et très particulièrement libanaise. Son goût prononcé pour les recherches le fait d'ailleurs retourner à Paris où il travaille, dans les studios Pleyel, à la mise au point d'une « nouvelle unité de mesure », dite la « gamme universelle », qu'il comptait faire connaître aux spécialistes de la musique, lors d'un Congrès prévu à Beyrouth, avant son décès le 11 avril 1952.  
Dans l'intervalle, le fondateur-administrateur de Dar ul Musica avait eu la satisfaction de voir cette école devenir « nationale » (31 octobre 1925) ; puis en 1929, « Conservatoire national », qu'il était appelé à diriger jusqu'à sa mort. Il laissait en héritage non seulement un clavier aux intervalles en quarts de ton, mais encore un ouvrage apprécié - et discuté - sur La Musique arabe, base de l'art occidental, ainsi qu'un certain nombre d'œuvres diverses, dont l'hymne national libanais. L'École nationale de musique avait été dotée d'une revue mensuelle, sorte de lien permanent entre cette institution, ses élèves, et les premiers mélomanes du Liban.  
Il est le père de Badia Sabra Haddad, dont il devient le professeur au Conservatoire ; elle-même enseigne par la suite dans cette institution et y forme de très nombreux chanteurs et chanteuses qui font de grandes carrières internationales. 
Malgré de nombreuses demandes de subvention restées sans suite auprès du gouvernement libanais, Sabra meurt ruiné et son épouse, Adèle Misk, se retrouve sans pension de retraite. Elle se réfugie alors chez son neveu, le Dr Robert Misk. Par ailleurs, en raison de tensions avec leur fille adoptive, Badia Sabra Haddad, Adèle décide de cacher l'ensemble de son œuvre dans une grande malle bleue en fer qui n'est retrouvée qu'en 2016.  
Aujourd'hui, l'ensemble du fonds Sabra est mis en dépôt par la famille Misk au Centre du patrimoine musical libanais (CPML).  
Grâce à ces archives, Zeina Saleh Kayali rédige sa biographie complète en 2018 dans la collection Figures musicales du Liban aux éditions Geuthner (ISBN 978-2-7053-4002-5).
En 2021, le baryton Fady Jeanbart publie deux recueils de partitions des œuvres de Sabra :
- Les Bergers de Canaan & L'Émigré (extraits)  (ISBN 978-9953-0-5443-8)
- 20 pièces pour piano  (ISBN 978-9953-0-5442-1)
- Certaines partitions se trouvent également à la BNF (Bibliothèque nationale de France)[7].

### Décorations
- Médaille d’argent du Mérite Libanais : 22-05-1935 (décret No. 1853)
- Médaille d’or du Mérite Libanais : 12-04-1952 (décret No. 299)

À l'initiative de la Friend of the Cedars Forest Comitte-Bsharry ainsi que du baryton Fady Jeanbart, un cèdre est baptisé au nom de Wadia Sabra dans la nouvelle réserve de la forêt des Cèdres de Dieu dans le nord du Liban le dimanche 2 octobre 2022.
Il porte le numéro : Z10-2066/6477.

## Œuvre

### Opéras
- 1917 : Les Bergers de Canaan, opéra biblique en langue turque, livret de Halide Edib Hanoum, version française de Jean Philip
- 1928 : Les Deux Rois, 1er opéra en langue arabe sur un livret de père Maroun Ghosn
- 1931 : L'Émigré, opérette en langue française sur un livret de Robert Chamboulan

### Oratorio
- 1896 : Les Voix de Noël, Oratorio pour solistes (Baryton, Mezzo, ténor et chœur), paroles d'Auguste Fisch
- 1896 : Nous prêchons ton amour, cantique pour l'Assemblée Annuelle de la Mission Populaire Evangélique pour solo et chœur, paroles d'Edward Monod
- 1896 : Venez à moi, cantique pour solo (Mezzo ou Baryton)et chœur, paroles d'Auguste Fisch
- 1880-1940 : La gloire du Liban, cantique pour solo et chœur, paroles du père Maroun Ghosn

### Mélodies
- Quoi ? tout est fini ?, paroles de Saïd Akl
- Souvenir d'une mère, paroles de Shibli Mallat
- Notre mère la Terre, paroles de Rushdi Ma'louf
- Me voilà Liban, pour soliste et chœur
- Voici le matin, paroles de Gibran Khalil Gibran
- Le desert, pour soliste et chœur
- Ya Misrou, Chant Patriotique en l'honneur du héros national Saad Zaghloul Pacha, paroles d'Alexandra d'Avierino (en)
- L'Hymne de la Gaule, paroles d'E. Creissel

### Piano
- 1906 : Valse de Concert
- 1933 : Valse Caprice
- Valse Orientale
- 1913 : La Rozana, 12 variations sur l'air populaire
- El Dabké, le véritable quadrille orientale
- Gavotte en ré mineur
- 1924 : Hawed min hona, 12 variations
- 1906-1909 : Recueil d'airs orientaux[réf. nécessaire]